# Maison de Mosse
Das Maison de Mosse ist ein mittelalterliches festes Haus im Ortsteil Runaz der Gemeinde Avise im Aostatal, etwa 400 Meter entfernt vom architektonischen Denkmal von Pierre-Taillée.
Das Haus in Besitz der Regionalverwaltung ist heute ein wichtiges Mehrzweckgebäude: Dort sind die örtliche Bibliothek, ein kleiner Hörsaal, temporäre Ausstellungen und die Dauerausstellung „Au fil des ondes“ (dt.: Über den Wellen) untergebracht. Hier hat die Association Valdôtaine des Archives Sonores (dt.: Vereinigung der akustischen Archive des Aostatals) ihren Sitz, die mit der Verwaltung des Gebäudes betraut ist.

## Geschichte
Runaz war bereits im Mittelalter das bevölkerungsreichste der vier Dörfer, aus denen sich Avise zusammensetzt, und seine strategisch günstige Lage ermöglichte zusammen mit dem Hauptort von Avise die Kontrolle des Verkehrs über die Berge, der gezwungen war, den Weg durch die enge Schlucht von Pierre-Taillée zu nehmen.
Das Maison de Mosse wurde zwischen dem 14. und dem 15. Jahrhundert in Runaz an der alten Römerstraße „Via Gallica“ für die Familie D’Avise errichtet, die es dort schon gab und die laut dem Geschichtswissenschaftler Jean-Baptiste de Tillier seit dem 12. Jahrhundert, laut anderen Quellen bereits seit dem 10. Jahrhundert in Avise wohnte. Die Familie, die den Zugang zum Valdigne kontrollieren konnte, war eine der mächtigsten im Aostatal und eine der wenigen, die sich nicht mit dem Haus Savoyen verbünden wollte.
Die Adelsfamilie D'Avise hatte schon lange das Lehen von Avise inne und über die Jahrhunderte ließ sie das Castello di Avise und das Castello di Blonay im Hauptort und das Castello di Cré wenig darüber errichten.
Im 15. Jahrhundert wurde das reiche Lehen unter den vier Brüdern der Familie aufgeteilt: Jean der Jüngere wurde Herr von Runaz, Jean der Ältere Herr von Valgrisenche, Boniface Herr des Hauptortes Avise und der Bruder Rolet Herr von Léverogne und Planaval, heute ein Ortsteil von Arvier.

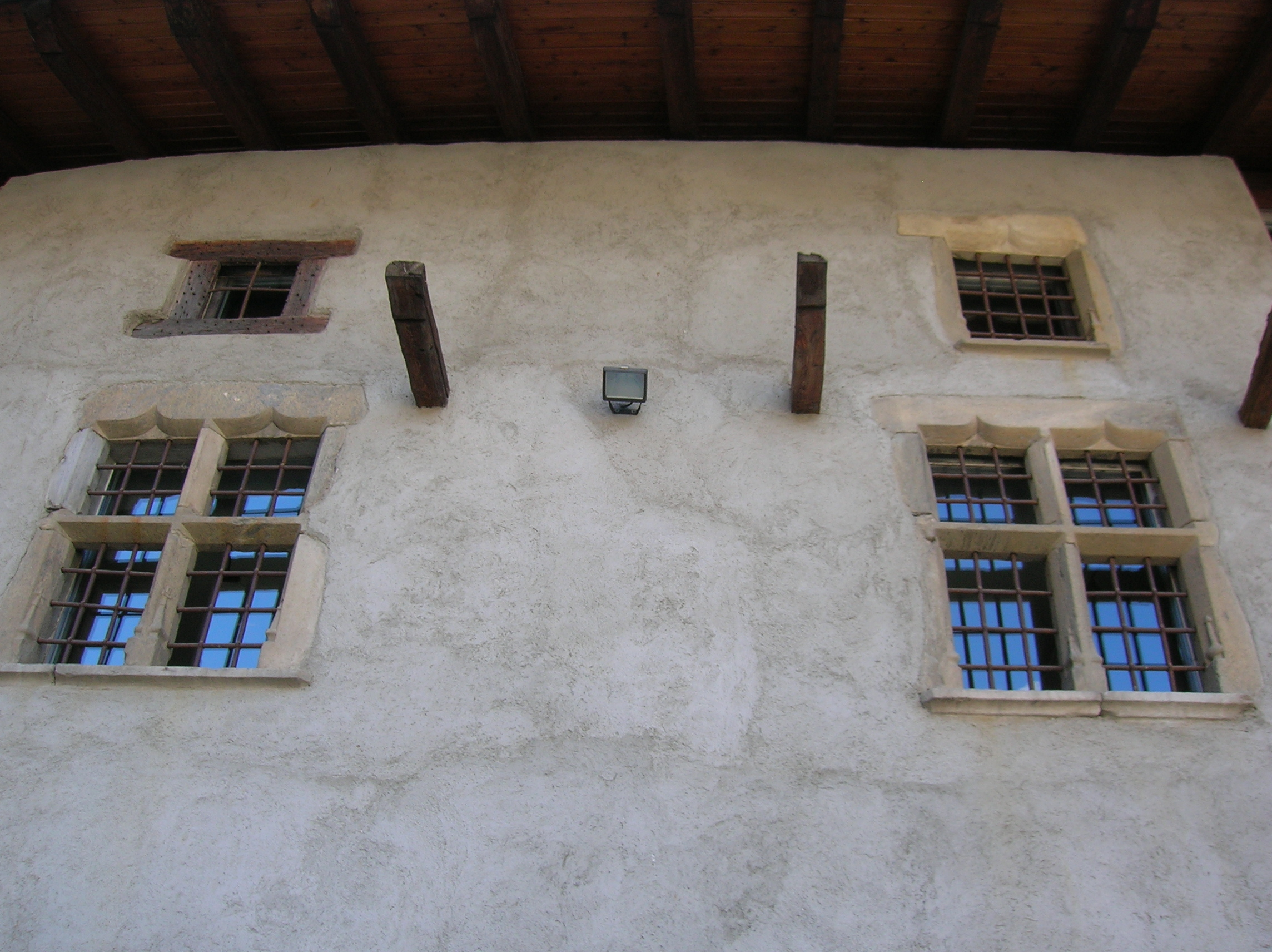
Detail der verzierten Fenster

Vermutlich war es Jean der Jüngere, der ganz im Einklang mit den Bedürfnissen den Adels einige Verbesserungen am festen Haus anbringen ließ: Das Maison de Mosse wurde ertüchtigt, vergrößert und in eine Adelsresidenz umgebaut.
Nach dem Aussterben der Familie D’Avise fiel das Maison de Mosse nacheinander an verschiedene Eigentümer; die letzte Familien, die dort wohnten, waren die Milliérys, die Lyabels, die Martinods und die Vallets.
1962 wurde das feste Haus endgültig aufgegeben und ab 1978 für öffentliche und sozio-kulturelle Nutzung wiederbelegt, als die autonome Region Aostatal es erwarb, um es in eine Bibliothek umzuwandeln und ab 1995 zum Sitz der Association Valdôtaine Archives Sonores zu machen, einer Vereinigung, die gegründet wurde, um die mündliche Überlieferung und die ethnografischen Zeugnisse der Altvorderen in einer Zeit großer sozialer und kultureller Veränderungen, die auch das Bergland betrafen, zu sammeln.

### Die Legende des Maison de Mosse
Laut einer Legende war das Maison de Mosse das einzige Gebäude von Runaz, das von dem Feuer, das 1691 von den französischen Truppen gelegt wurde, verschont wurde. Später fand man in den Kellern des festen Hauses einen alten Schädel, der in einer Holzschatulle aufbewahrt wurde, und man glaubte, dass dieser das Gebäude vor dem Feuer geschützt hätte. Von da an brachten die Eigentümer des Schädels diesen jedes Jahr zu Allerheiligen zum Friedhof von Avise, aber jedes Jahr verschwand der Schädel in der Nacht wieder vom Friedhof und tauchte wieder im Maison de Mosse auf, um es zu beschützen.

## Beschreibung
Auch wenn das Gebäude aus dem 14. oder 15. Jahrhundert stammt, fallen spätgotische Elemente auf, darunter die kreuzförmigen Fenster aus dem 16. Jahrhundert, verkleidet und gerahmt in Stein aus Villeneuve.
Über dem großen Eingangstor sind typische Kielbogenverzierungen in Stein angebracht.
Bemerkenswert ist auch der komplexe, mit Türmchen verzierte Kamin, der über das Dach herausragt.
Der Sage nach – aber nicht bestätigt – gibt es einen Raum im Souterrain, in dem es einst ein Zeugnis eines früheren Gebäudes, vielleicht eines Klosters, gab. Ebenfalls eine Sage ist, dass es einen Tunnel von einem Souterrain des festen Hauses bis zum Dorfgefängnis gäbe.

## Museum und Archiv

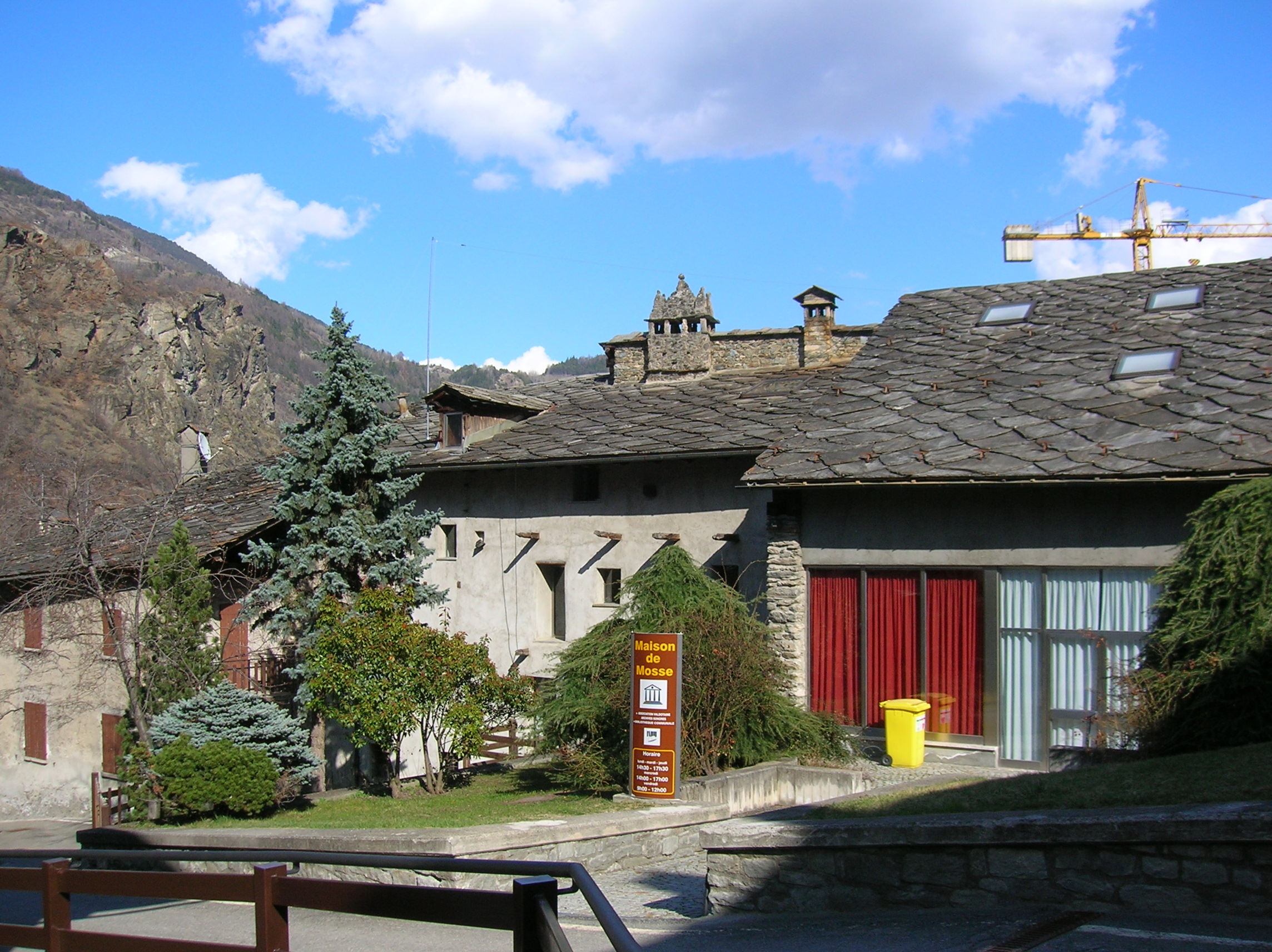
Haupteingang zum Museum

Im Maison de Mosse werden temporäre Ausstellungen von historischem oder ethnografischem Charakter gezeigt. Im Gebäude ist auch die Dauerausstellung „Au fil des ondes“ untergebracht, die zur 150-Jahr-Feier der Einrichtung des Telefons im Aostatal eröffnet und von der Association Valdôtaine des Archives Sonores organisiert wurde. Bis April 2012 war hier ebenfalls als wichtigster Teil der Sammlung der Suonatore di flauto (it.) / Joueur de flûte (frz.) (dt.: Flötenspieler) untergebracht, der Automat von Innocenzo Manzetti aus dem Jahre 1840, der heute im Centre Saint-Bénin in Aosta steht.
Neben den Exponaten der Dauerausstellung wurden hier schon gezeigt:
- Du seau au janus (dt.: Vom Eimer zum Janus, 2005)
- La vigne: son histoire, ses travaux (dt.: Weinbau: Geschichte und Arbeit, 1998)
- Les processions en Vallée d’Aoste (dt.: Die Prozessionen im Aostatal, 1997)
- Avise autrefois: les villages de Vedun et du Coudray (dt.: Avise einst: Die Dörfer Vedun und Coudray, 1997)
- Les Erba: une famille de menuisiers (dt.: Die Erbas: eine Familie von Tischlern, 1996)
- Le mariage (dt.: Die Hochzeit, 1996)
- Les sculpteurs du bois en Vallée d’Aoste (dt.: Die Holzschnitzer im Aostatal, 1996)
- Le carnaval de Bosses et de la Combe Froide (dt.: Der Karneval der Bosses und der Coumba Freida, 1990)
- La badoche de La Salle (dt.: Die Badoche von La Salle, 1989)
- Documents historiques de l’autonomie valdotaine: 1943–1948 (dt.: Historische Dokumente der Autonomie des Aostatals)
- 200 ans de la paroisse d’Excenex (dt.: 200 Jahre Pfarrgemeinde Excenex)
- Noutro téatro (dt.: Unser Theater, 1986)
- L’émigration valdôtaine dans le monde (dt.: Emigration aus dem Aostatal in die Welt, 1985)
- L’école autrefois en Vallée d’Aoste (dt.: Die Schule einst im Aostatal, 1983)
- Les ramoneurs (dt.: Die Schornsteinfeger)

Das Archiv der AVAS, das im Maison de Mosse aufbewahrt wird, umfasst 5000 Stunden akustischer Zeugnisse, darunter mehr als 200 Radioübertragungen, 16 Themenausstellungen, Video- und fotografische Materialien, darunter etliche Fernsehprogramme und Tausende von Fotografien aus etlichen Quellen, verschiedene Objekte und Dokumente. Darüber hinaus sind 40 Bände und die Publikationen der Gesellschaft enthalten.

## Galeriebilder

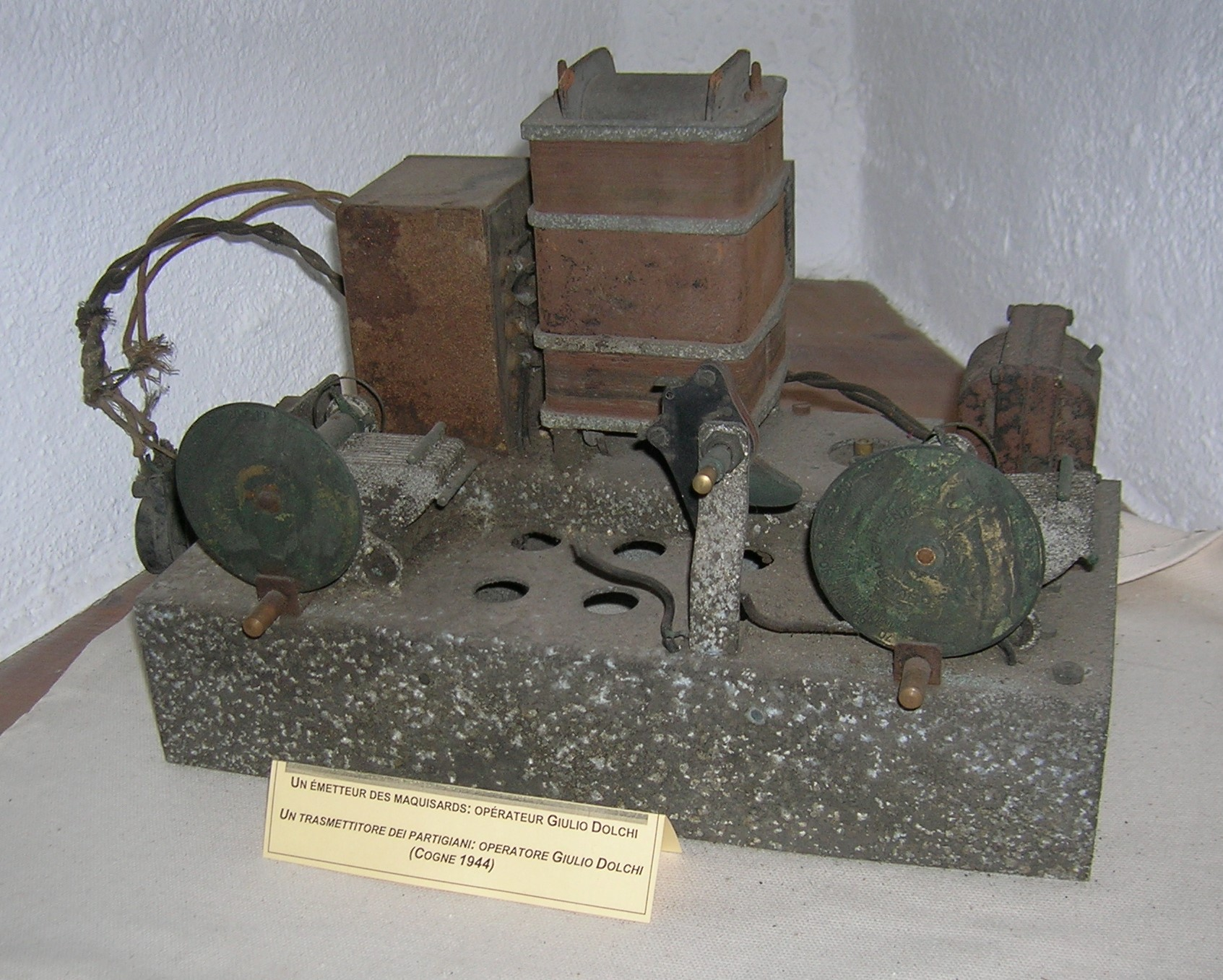
Morsegerät der Partisanen
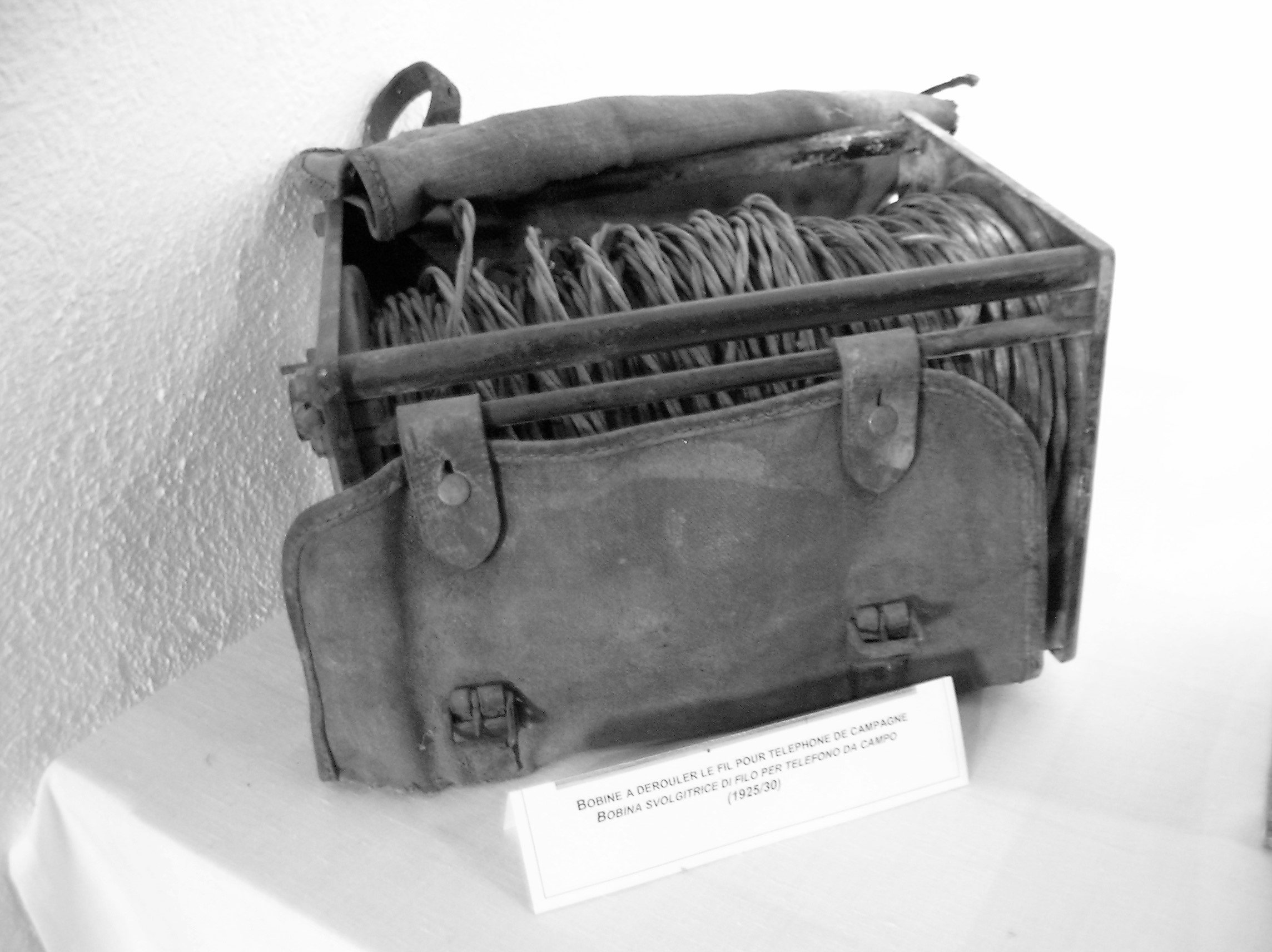
Abwickelspule für ein Feldtelefon (1925–1930)
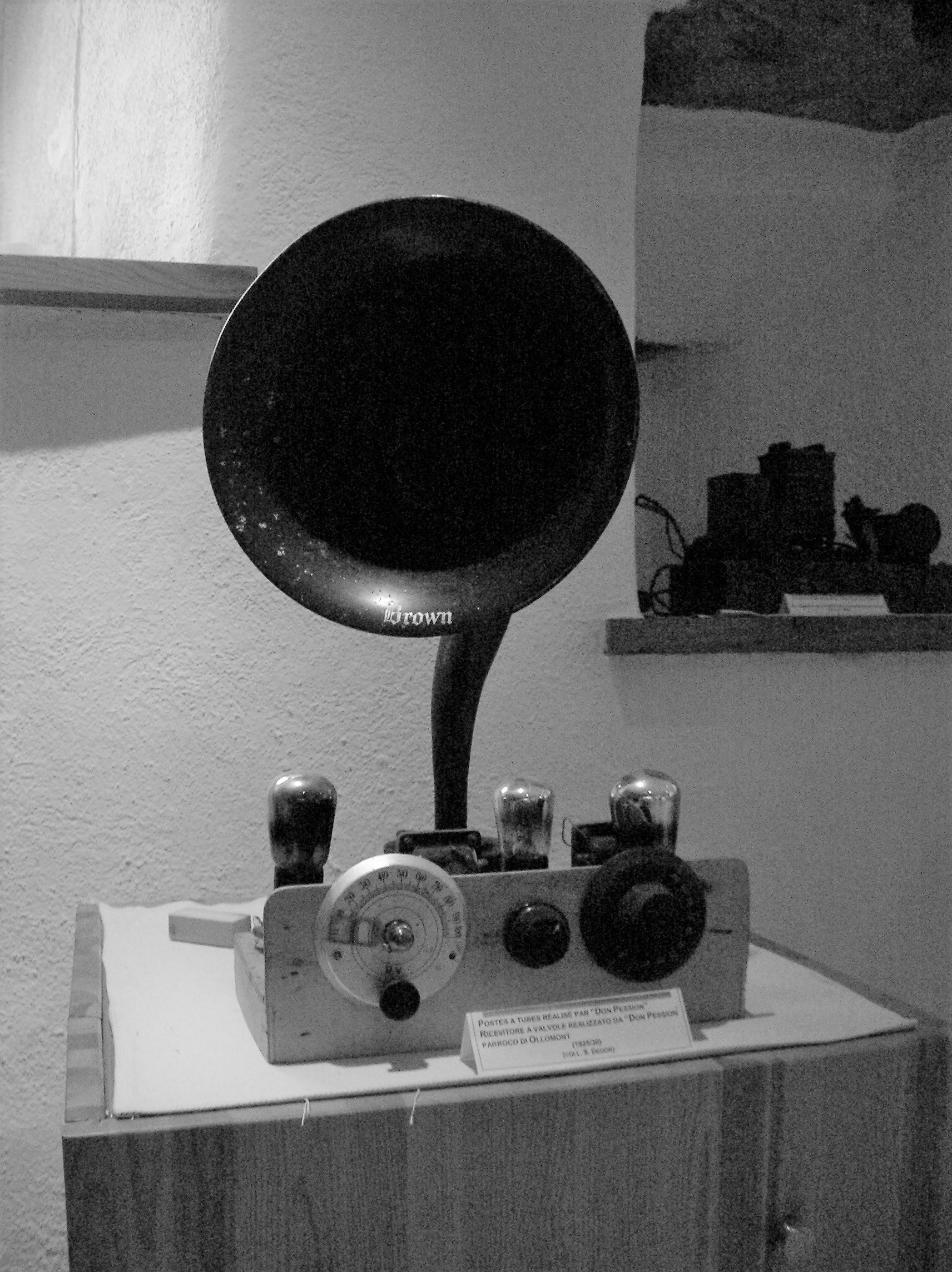
Röhrenempfänger
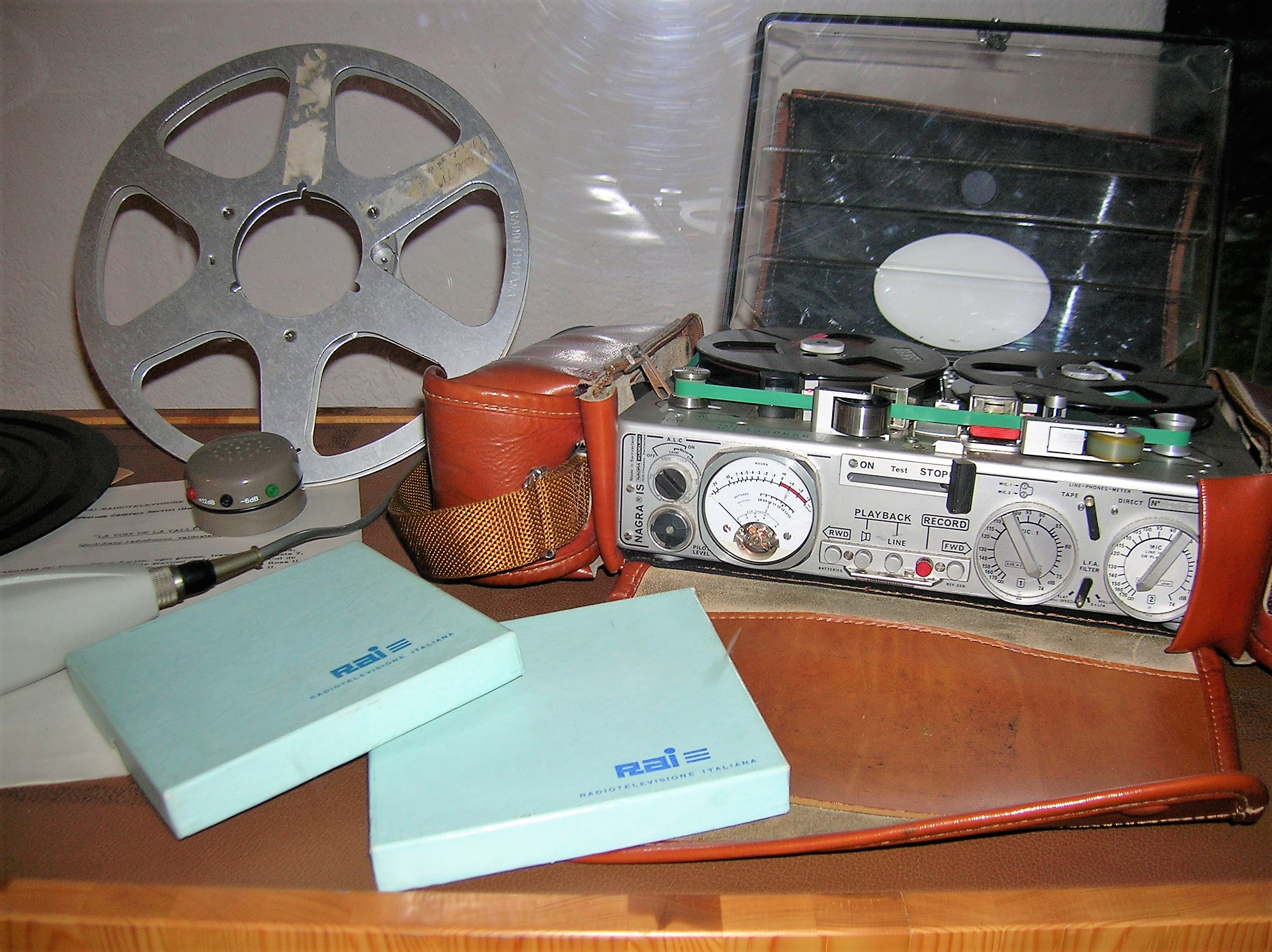
Tragbares Nagra-Tonbandgerät und Tonbänder in ihrer Schachtel
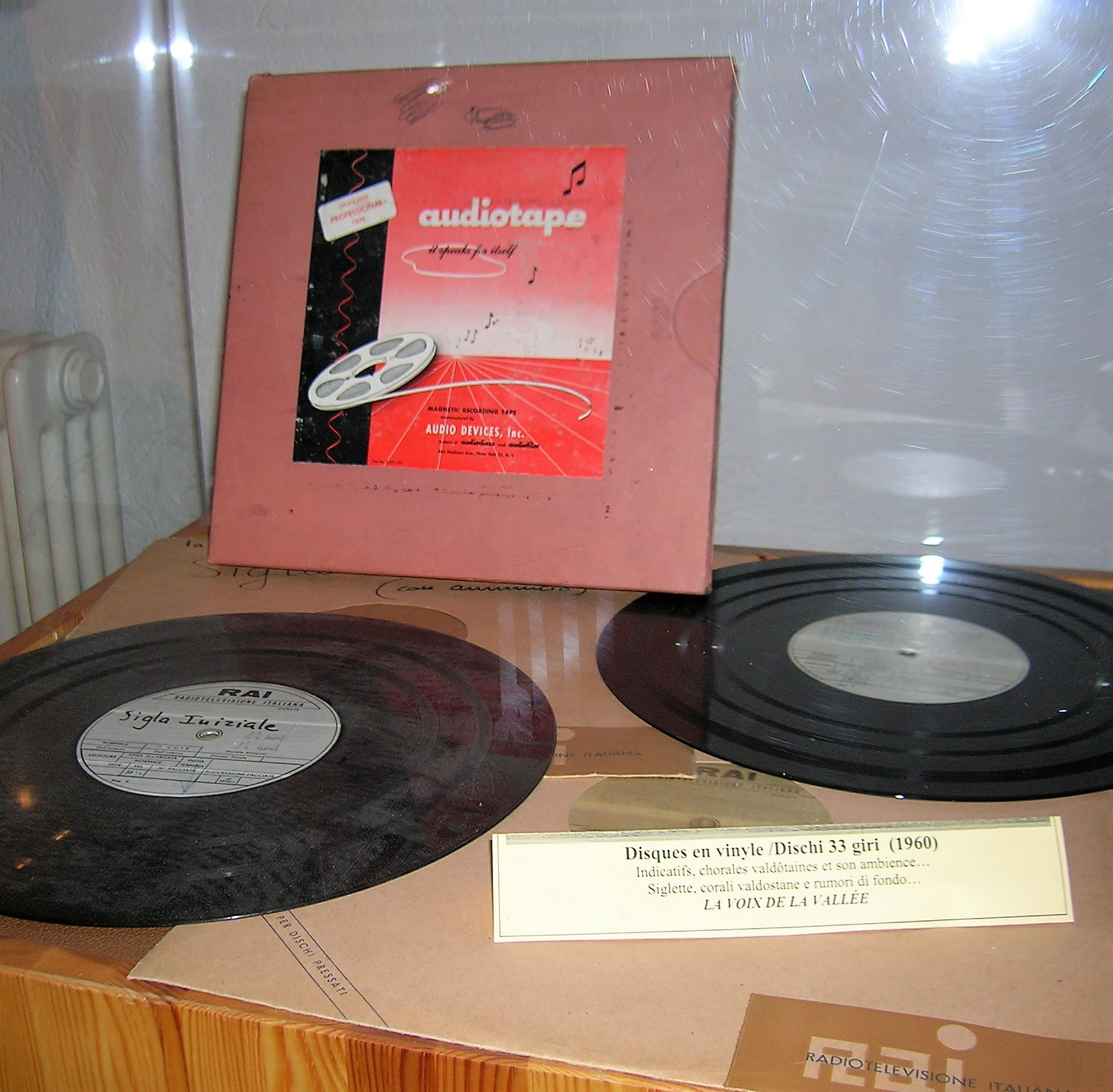
Schallplatten für 33/min (1960) mit Abkürzungen, Chor des Aostatals und Hintergrundgeräuschen, La Voix de la Vallée